# 牟平站
牟平站，位于中华人民共和国山东省烟台市牟平区大窑街道沁水工业园园区，是青荣城际铁路上的高铁站，于2014年12月28日启用营运，现由济南铁路局烟台车务段管辖。

## 車站周邊
- 烟威高速公路
- 烟台工贸学校

## 歷史
- 2014年12月28日，随着青荣城际铁路通车启用。[5]

## 外部連結
- 中国铁路客户服务中心 （页面存档备份，存于）